# Zygaena cocandica
Zygaena cocandica là một loài bướm đêm thuộc họ Zygaenidae. Nó được tìm thấy ở Uzbekistan, Tajikistan và Kirgizstan.
Chiều dài cánh trước khoảng 12 mm.

## Phụ loài
- Zygaena cocandica cocandica (southern Kirgizstan)
- Zygaena cocandica minor
- Zygaena cocandica hafiza (Tadzhikistan)